# California
California là một tiểu bang ven biển phía tây của Hoa Kỳ. Với dân số là 38,9 triệu người và diện tích 423.970 km², California là tiểu bang đông dân nhất Hoa Kỳ và lớn thứ ba theo diện tích. California giáp bang Oregon ở phía bắc, Nevada và Arizona ở phía đông, Baja California của México ở phía nam và Thái Bình Dương ở phía tây. Thủ phủ của California là Sacramento.
Trước thời kỳ thực dân châu Âu, California là một trong những khu vực đa dạng văn hóa và ngôn ngữ nhất, và cộng động người bản địa tại California từng chiếm tỉ lệ lớn trong số cộng đồng người Mỹ bản địa tại Hoa Kỳ. Những cuộc khai phá của người châu Âu trong thế kỷ 16 và 17 dẫn tới thời kỳ thực dân của Đế quốc Tây Ban Nha. Năm 1804 đánh dấu sự ra đời của Alta California, một phần của đế quốc Tân Tây Ban Nha. Khu vực này sau đó thuộc về Mexico sau Chiến tranh giành độc lập (1821), sau đó bị sáp nhập vào Hoa Kỳ sau Chiến tranh Hoa Kỳ – México (1848). Cơn sốt vàng California đã thay đổi hoàn toàn cơ cấu xã hội của khu vực này, dẫn tới nhiều người Mỹ bản địa bị sát hại trong sự kiện Thảm sát California. Toàn bộ khu vực Alta California được tổ chức lại và trở thành bang thứ 31 của Hoa Kỳ vào ngày 8 tháng 9 năm 1950 trên cơ sở Thỏa hiệp 1950.
Vùng Đại Los Angeles (18,7 triệu người) và Khu vực Vịnh San Francisco (9,6 triệu người) là những vùng đô thị đông dân thứ 2 và thứ 5 của toàn Hoa Kỳ. Los Angeles là thành phố đông dân nhất của tiểu bang và là thành phố đông dân thứ hai của Hoa Kỳ, trong khi đó San Francisco là thành phố có mật độ dân số cao nhất của Hoa Kỳ. Quận Los Angeles là quận đông dân nhất, Quận San Bernardino là quận có diện tích lớn nhất Hoa Kỳ.
California là tiểu bang đóng góp kinh tế nhiều nhất cho Hoa Kỳ với tổng sản phẩm trên địa bàn năm 2022 đạt 3.600 tỷ đô la Mỹ. Đây cũng là nền kinh tế cấp đơn vị lớn nhất thế giới, nhỏ hơn Ấn Độ và lớn nhất Anh. Vùng Đại Los Angeles (1.000 tỷ đô la Mỹ) và Khu vực Vịnh San Francisco (600 triệu đô la Mỹ) cũng là các khu vực đóng góp kinh tế thứ 2 và thứ 4 của Hoa Kỳ vào năm 2020. Khu vực Vịnh San Francisco cũng là nơi có tổng sản phẩm nội địa trên đầu người cao nhất Hoa Kỳ (106.757 $/năm), là nơi đặt trụ sở của 5 trong số 10 công ty vốn hóa lớn nhất thế giới, và là nơi ở của 4 trong số 10 người giàu nhất thế giới.
Chỉ có 84% dân số trên 25 tuổi tại California đạt trình độ trung học – tỉ lệ thấp nhất trên tổng số 50 tiểu bang toàn Hoa Kỳ. Nhiều nhân vật nổi tiếng trong văn hóa đại chúng, bao gồm văn hóa, thể thao, nghệ thuật, thời trang,... có xuất thân từ California. Nơi đây cũng nổi tiếng với các nhân vật trong các lĩnh vực truyền thông, công nghệ thông tin, giáo dục, môi trường, kinh tế, chính trị, kỹ thuật, tôn giáo. California sở hữu Hollywood, nền công nghiệp điện ảnh đầu tiên và lớn nhất thế giới và cũng được coi là cái nôi của Điện ảnh Hoa Kỳ. California còn là nơi ra đời của phong trào Hippie phản văn hóa, các tiểu văn hóa xe hơi và đi biển, máy tính cá nhân, internet, đồ ăn nhanh, trượt ván, bánh may mắn, cùng nhiều phát minh khác. Nông nghiệp tại California cũng phát triển nhất Hoa Kỳ với các sản phẩm chính từ sữa, hạt điều và nho. Cảng Long Beach và Cảng Los Angeles là hai cảng biển có lượng lưu thông vận tải lớn nhất Hoa Kỳ, có vai trò đặc biệt quan trọng trong chuỗi cung ứng toàn quốc khi nhập khẩu hơn 40% lượng hàng hóa vào Hoa Kỳ.
Cảnh quan thiên nhiên tại California vô cùng đa dạng, từ bờ biển Thái Bình Dương ở phía đông cho tới các dãy núi Sierra Nevada ở phía Tây, từ rừng linh sam Douglas ở phía Bắc cho tới các hoang mạc rộng lớn Mojave ở phía Đông Nam. Hơn hai phần ba cảnh báo động đất tại Hoa Kỳ được ghi nhận tại California. Thung lũng Trung phần California màu mỡ là trung tâm nông nghiệp của tiểu bang. Khí hậu California pha trộn khí hậu Địa Trung Hải với gió mùa. Hạn hán và cháy rừng chính là 2 vấn đề lớn nhất tại đây. Hệ sinh thái tại đây đa dạng với rừng mưa ôn đới và hoang mạc, bên cạnh khí hậu núi cao tại các vùng núi.

## Địa lý
California kề cận với Thái Bình Dương, Oregon, Nevada, Arizona và tiểu bang Baja California của México. Tiểu bang này có nhiều cảnh tự nhiên rất đẹp, bao gồm Central Valley rộng rãi, núi cao, sa mạc nóng nực, và hàng trăm dặm bờ biển đẹp. Với diện tích 411,000 km² (160,000 mi2), nó là tiểu bang lớn thứ ba của Hoa Kỳ và lớn hơn cả nước Đức và cũng như Việt Nam. Hầu hết các thành phố lớn của tiểu bang nằm sát hay gần bờ biển Thái Bình Dương, đáng chú ý là Los Angeles, San Francisco, San Jose, Long Beach, Oakland, Santa Ana/Quận Cam, và San Diego. Tuy nhiên, thủ phủ của tiểu bang, Sacramento, là một thành phố lớn nằm trong thung lũng Trung tâm. Trung tâm địa lý của tiểu bang thuộc về Bắc Fork, California.

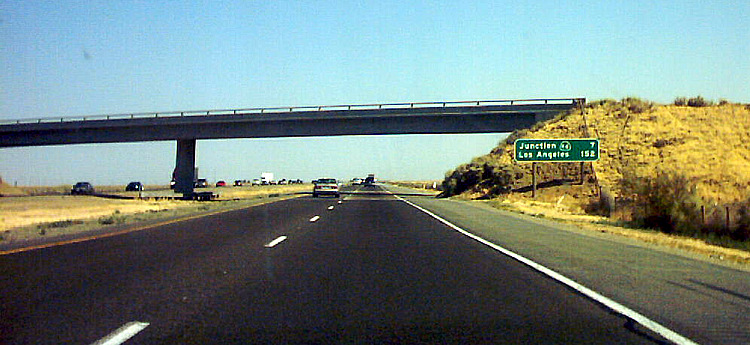
Một đoạn đường số 5 ở thung lũng Trung tâm, Quận Kern

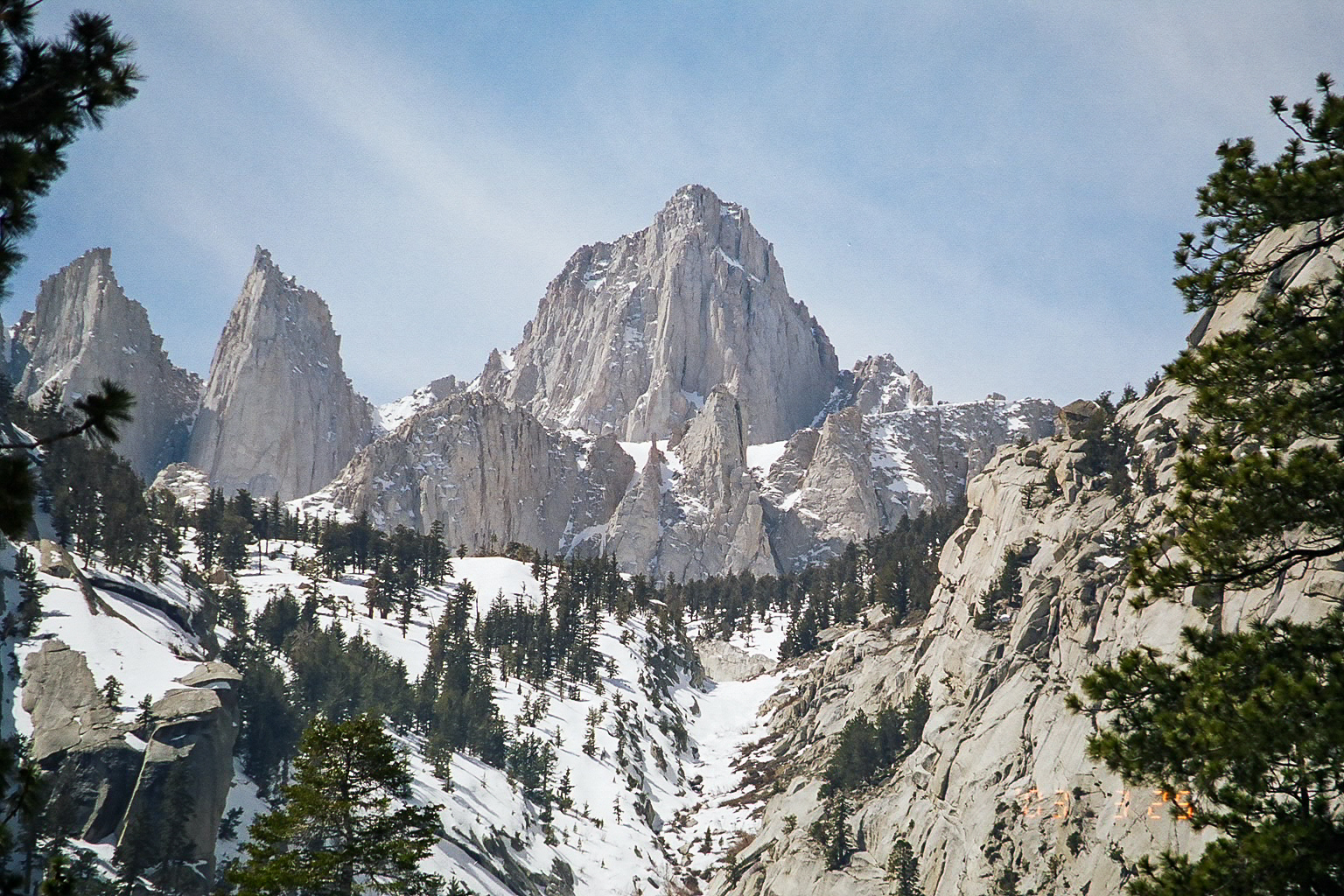
Triền núi phía đông của Whitney, nhìn từ đường lên cổng Whitney. Đây là ngọn núi cao nhất của tiểu bang California.

Địa lý California phong phú, phức tạp và đa dạng. Giữa tiểu bang có thung lũng Trung tâm, một thung lũng lớn, màu mỡ được bao quanh bởi những dãy núi bờ biển ở phía tây, dãy núi đá granit Sierra Nevada ở phía đông, dãy núi Cascade có đá lửa ở miền bắc, và dãy núi Tehachapi ở miền nam. Các sông, đập nước, và kênh chảy từ các núi để tưới thung lũng Trung tâm. Nguồn nước của phần lớn tiểu bang do Dự án Nước Tiểu bang cung cấp. Dự án Thung lũng Trung tâm hỗ trợ hệ thống nước của một số thành phố, nhưng chủ yếu cung cấp cho việc tưới tiêu nông nghiệp. Nhờ nạo vét, vài con sông đã đủ rộng và sâu để cho vài thành phố nội địa (nhất là Stockton) được trở thành hải cảng. Trung lũng Trung tâm nóng nực và màu mỡ là trung tâm nông nghiệp của California và trồng một phần lớn cây lương thực của Mỹ. Tuy nhiên, việc trồng trọt bị tàn phá bởi nhiệt độ thấp gần điểm đông trong mùa đông. Phía nam của thung lũng, một phần là sa mạc, được gọi là thung lũng San Joaquin, do nước chảy xuống sông San Joaquin, còn phía bắc được gọi là thung lũng Sacramento, do nước chảy xuống sông Sacramento. Châu thổ vịnh Sacramento – San Joaquin vừa là cửa sông quan trọng hỗ trợ hệ sinh thái nước mặn và vừa là nguồn nước chủ yếu của phần lớn dân cư tiểu bang.

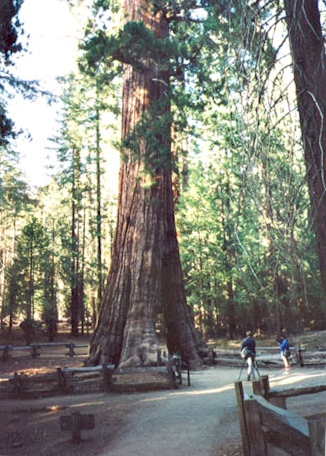
"Cây California" ở lùm Mariposa. Công viên Quốc gia Yosemite với các cây củ tùng khổng lồ, loài cây lớn nhất trên thế giới.

Dãy núi Sierra Nevada (tức "dãy núi tuyết" trong tiếng Tây Ban Nha) ở phía đông và trung tâm tiểu bang, có núi Whitney là đỉnh núi cao nhất trong 48 tiểu bang (4,421 mét (14,505 feet)). Trong dãy Sierra còn có Công viên Quốc gia Yosemite và hồ Tahoe (một hồ nước ngọt sâu và là hồ lớn nhất của tiểu bang theo thể tích). Bên phía đông của dãy Sierra là thung lũng Owens và hồ Mono – nơi sinh sống chủ yếu của chim biển. Còn bên phía tây là hồ Clear, hồ nước ngọt lớn nhất của California theo diện tích. Vào mùa đông, nhiệt độ ở dãy Sierra Nevada xuống tới nhiệt độ đóng băng và ở đây có hàng chục dòng sông băng nhỏ, trong đó có sông băng cực nam của Hoa Kỳ, sông băng Palisade.
Rừng che phủ khoảng 35% tổng diện tích tiểu bang và California có nhiều loại thông hơn bất cứ tiểu bang nào khác. Về diện tích rừng, California chỉ đứng sau Alaska mặc dù tỉ lệ rừng theo diện tích nhỏ hơn một số tiểu bang khác. Phần lớn của rừng ở đây ở phía tây bắc tiểu bang và triền phía tây dãy Sierra Nevada. Những cánh rừng nhỏ hơn với chủ yếu là cây sồi dọc theo những dãy núi California gần bờ biển hơn, và cả những đồi thấp dưới chân dãy Sierra Nevada. Những rừng thông nhỏ hơn có ở các dãy núi San Gabriel và San Bernardino ở miền Nam California cũng như trên những vùng núi ở miền trung Quận San Diego.
Các sa mạc ở California chiếm 25% tổng diện tích. Ở miền nam có dãy núi Transverse và một hồ nước mặn lớn – biển Salton. Sa mạc phía trung nam được gọi là Mojave. Phía đông nam của sa mạc này là thung lũng Chết, là nơi có Badwater Flat – điểm thấp nhất và nóng nhất của Bắc Mỹ. Điểm thấp nhất của thung lũng Chết cách đỉnh của núi Whitney ít hơn 322 km (200 dặm). Con người đã vài lần cố gắng đi bộ từ điểm này tới điểm kia và người nổi tiếng nhất là Lee Bergthold. Thực sự hầu như cả miền đông nam California là sa mạc khô cằn và nóng bức, và các thung lũng Coachella và Imperial thường có nhiệt độ rất cao vào mùa hè.
Nằm theo bờ biển dài và đông đúc dân cư của California là vài khu vực đô thị lớn, bao gồm San Jose–San Francisco–Oakland, Los Angeles–Long Beach, Santa Ana–Irvine–Anaheim, và San Diego. Thời tiết gần Thái Bình Dương rất ôn hòa so với những khí hậu trong đất liền. Nhiệt độ không bao giờ xuống tới điểm đông vào mùa đông (hầu như không có tuyết) và nhiệt độ hiếm khi lên trên 30°C (gần 80°F).
California được biết đến với động đất vì có nhiều vết đứt gãy, nhất là vết đứt gãy San Andreas. Tuy ở nhiều tiểu bang khác như Alaska, Washington, Oregon, và Missouri đã xảy ra các trận động đất rất mạnh (gây ra bởi vết đứt gãy New Madrid), nhưng nhiều người biết đến những động đất ở California hơn vì chúng xảy ra thường xuyên và hay xảy ra ở những vùng đông dân cư.
California cũng có vài núi lửa, một số còn hoạt động như núi lửa Mammoth. Những núi lửa khác bao gồm đỉnh Lassen, nó phun nham thạch từ 1914 đến 1921, và núi lửa Shasta.

### Các thành phố quan trọng
Tiểu bang California có 478 thành phố, trong đó phần lớn nằm trong những khu vực đô thị lớn. 68% của dân cư California sống trong hai khu vực đô thị lớn nhất gồm vùng Đại Los Angeles và vùng vịnh San Francisco.
Dân số vài thành phố lớn (2000):
- Los Angeles: 3.694.820
- San Jose: 894.943
- San Francisco: 776.733
- San Diego: 1.223.400

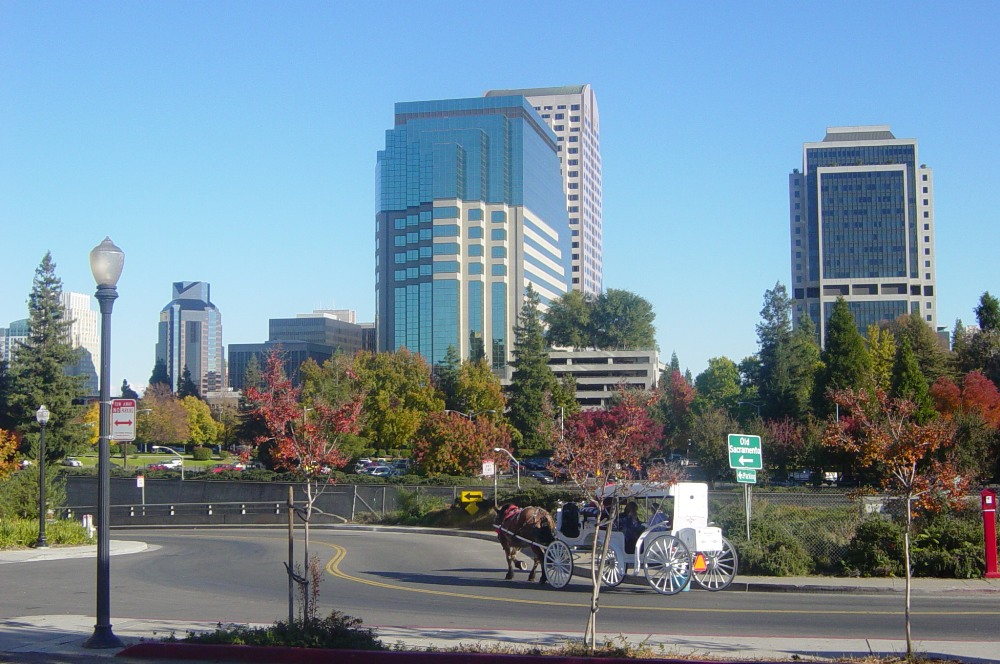
Sacramento
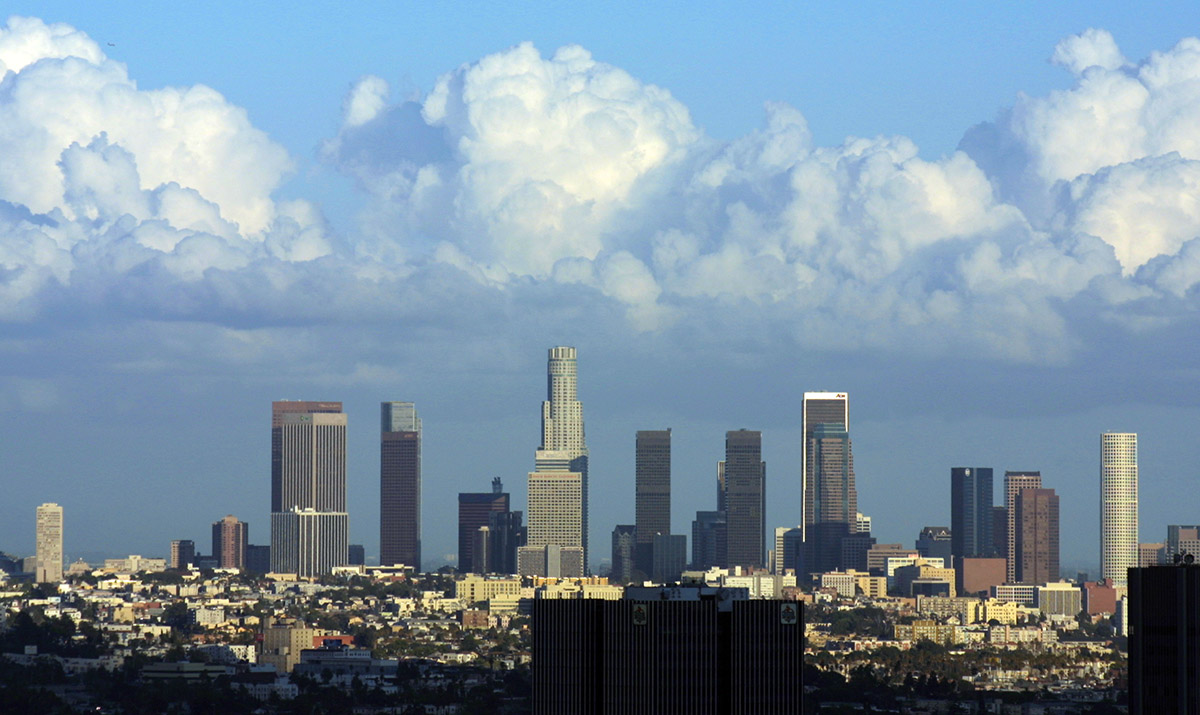
Los Angeles
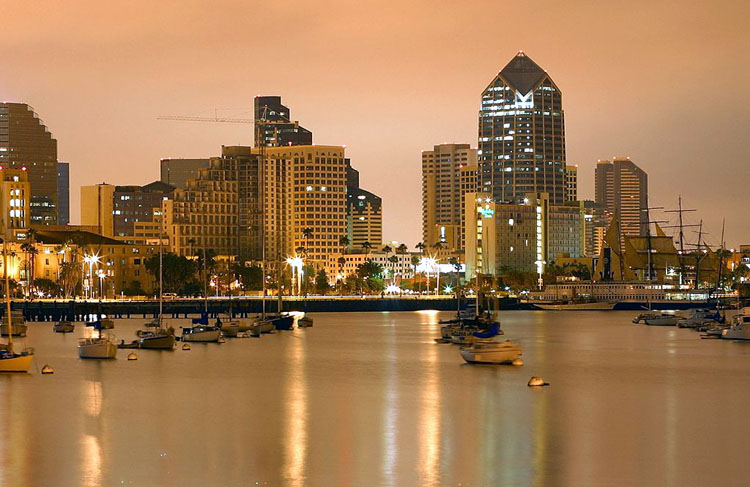
San Diego
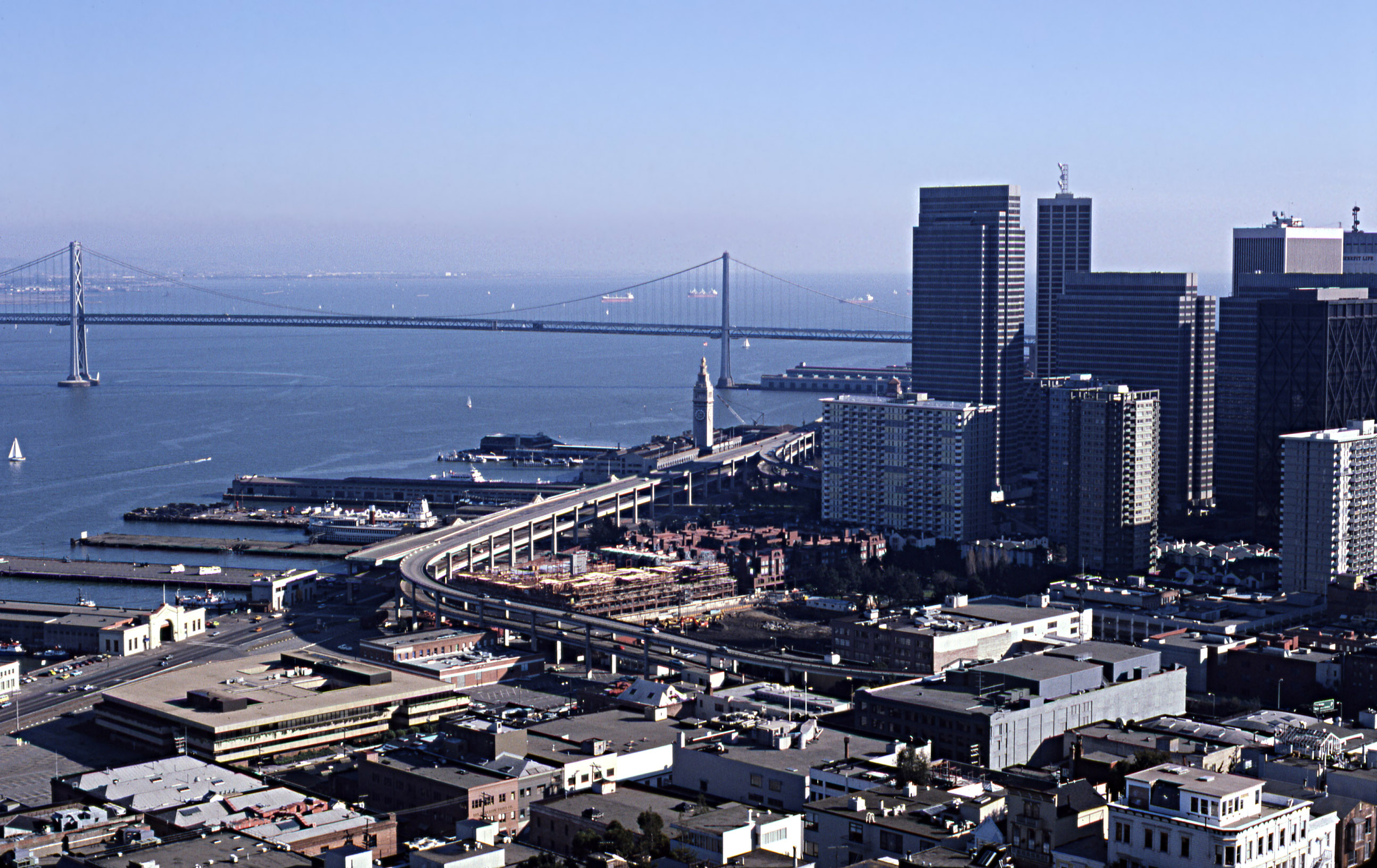
San Francisco
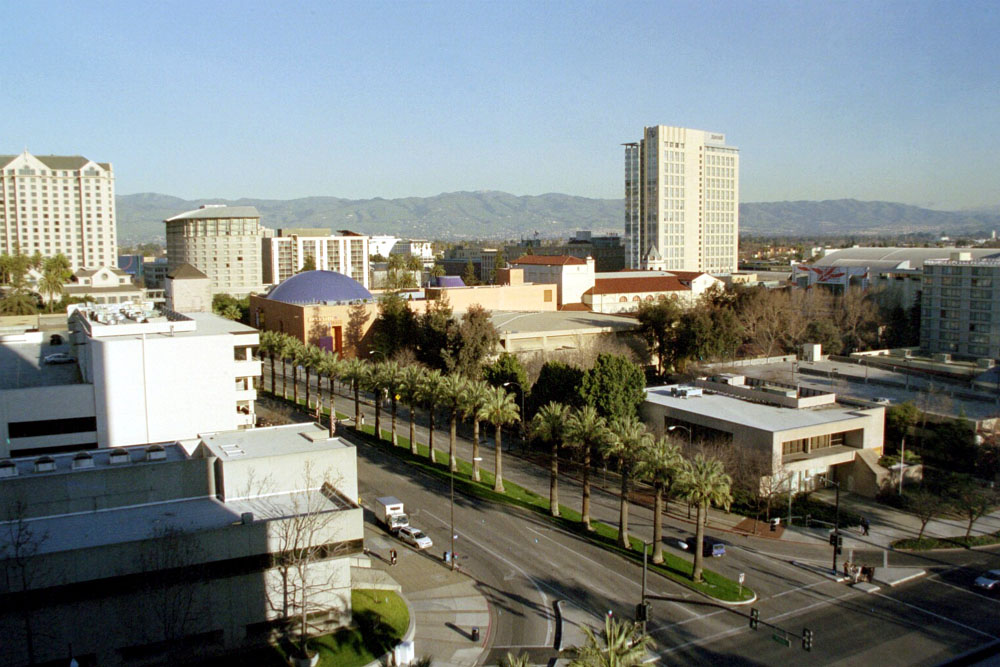
San Jose
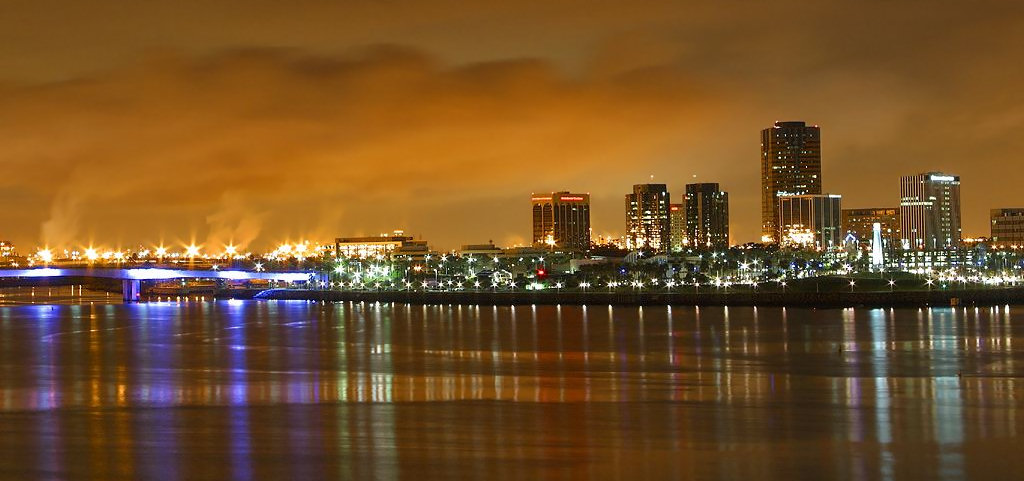
Long Beach
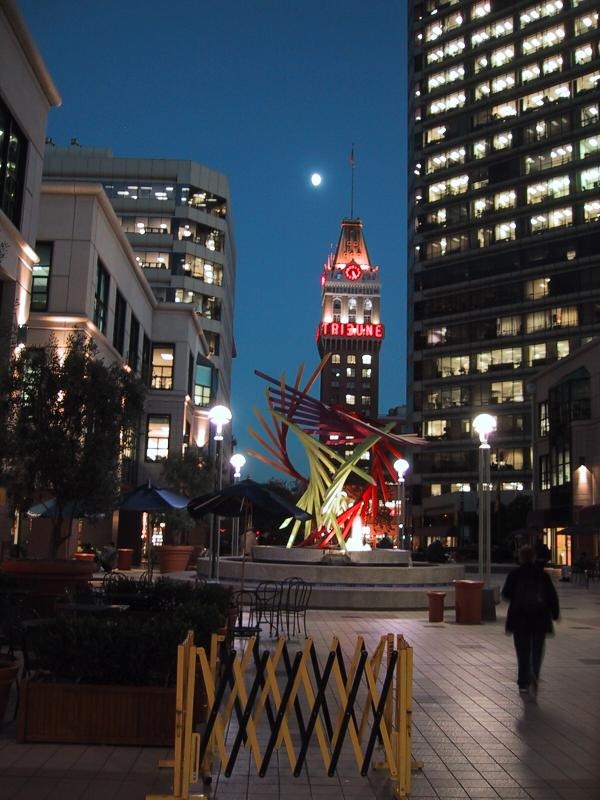
Oakland
Anaheim (DisneyLand)

### Công viên quốc gia
Dịch vụ Vườn Quốc gia (NPS) quản lý nhiều công viên quốc gia ở California:
- Đảo Alcatraz gần San Francisco

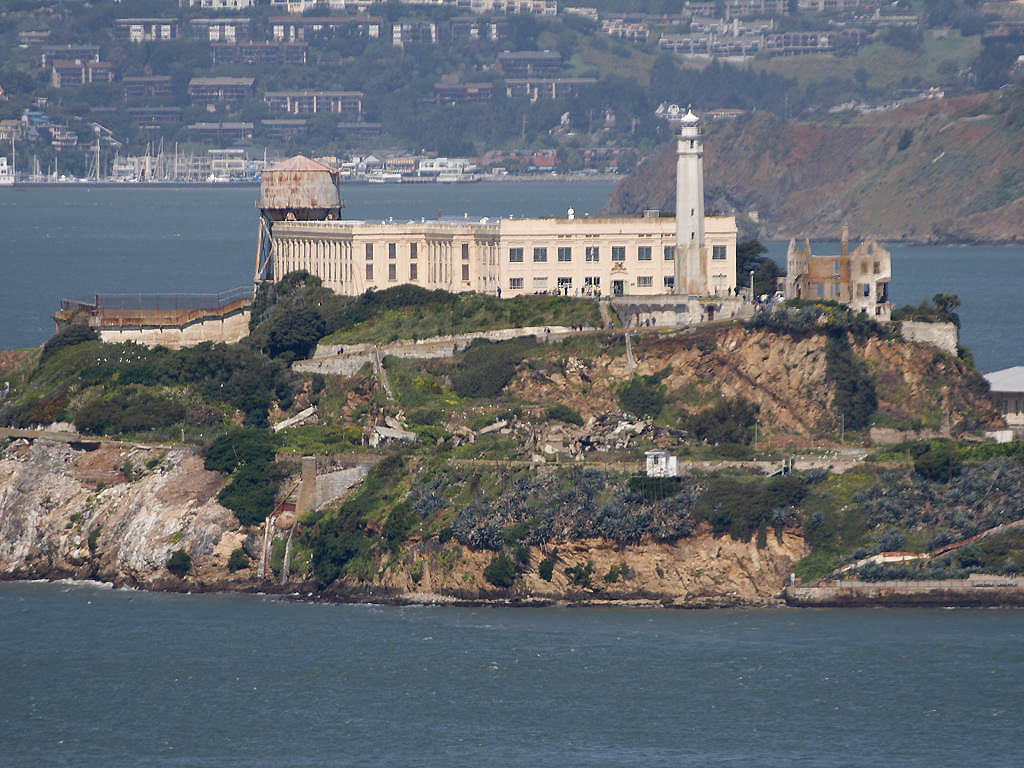
Đảo Alcatraz nhìn từ San Francisco.

- Đài kỷ niệm Quốc gia Cabrillo tại San Diego
- Đường mòn California
- Công viên Quốc gia Quần đảo Eo biển gần Ventura
- Công viên Quốc gia Thung lũng Chết
- Đài kỷ niệm Quốc gia Devils Postpile gần Mammoth Lakes
- Khu tưởng niệm Eugene O'Neill tại Danville
- Pháo đài Pointtại Presidio
- Khu giải trí Quốc gia Cổng Vàng trong San Francisco
- Khu tưởng niệm John Muir tại Martinez
- Công viên Quốc gia Joshua Tree, trụ sở tại Twentynine Palms
- Đường mòn Juan Bautista de Anza
- Công viên Quốc gia Kings Canyon
- Công viên Quốc gia Núi lửa Lassen gần Mineral
- Đài kỷ niệm Quốc gia Lớp dung nham gần Tulelake
- Trại giam Manzanar tại Independence
- Khu bảo tồn Quốc gia Mojave, trụ sở tại Barstow
- Đài kỷ niệm Quốc gia Muir Woods tại Thung lũng Mill
- Đường mòn Tây Ban Nha Cũ
- Đài kỷ niệm Quốc gia Pinnacles gần Paicines
- Bờ biển Quốc gia Mũi Reyes gần Mũi Reyes
- Đường mòn Pony Express
- Đài kỷ niệm Quốc gia Kho đạn Hải quân Cảng Chicago tại Trạm Vũ khí Hải quân Concord
- Công viên Quốc gia Redwood
- Công viên lịch sử Quốc gia Hậu phương Chiến tranh thế giới thứ hai Rosie the Riveter tại Richmond
- Công viên lịch sử Quốc gia Hàng hải San Francisco
- Khu giải trí Quốc gia Dãy núi Santa Monica
- Công viên Quốc gia Củ tùng
- Khu giải trí Quốc gia Whiskeytown gần Whiskeytown
- Công viên Quốc gia Yosemite

## Lịch sử
Trước khi người châu Âu đến California thì đây là một trong những vùng đa dạng về văn hóa và ngôn ngữ nhất ở Bắc Mỹ thời thổ dân. Nhiều người ở bờ biển phía tây Hoa Kỳ săn những con thú biển, câu cá hồi và thu nhặt tôm cua, trong khi những dân tộc cơ động hơn ở bên trong California đi săn thú rừng và hái lượm những quả hạch, quả đầu, và quả mọng. Các dân tộc ở California có nhiều hình thức tổ chức khác nhau như nhóm, bộ lạc, tiểu bộ lạc, và các cộng đồng lớn hơn trên bờ biền dồi dào tài nguyên như dân tộc Chumash, Pomo, và Salinas. Việc buôn bán, hôn nhân khác dân tộc, và liên minh quân sự làm cho những dân tộc khác nhau có nhiều mối liên hệ xã hội và kinh tế.
João Rodrigues Cabrilho người Bồ Đào Nha là người châu Âu đầu tiên thám hiểm một phần bờ biển California năm 1542. Còn Francis Drake là người đầu tiên thám hiểm cả bờ biển và tuyên bố chủ quyền đối với vùng đất này năm 1579. Từ cuối thế kỷ 18, các hội truyền giáo Tây Ban Nha đã xây dựng các ngôi làng rất nhỏ trên những vùng đất trợ cấp lớn khổng lồ thuộc miền rộng rãi về phía bắc của Baja California.

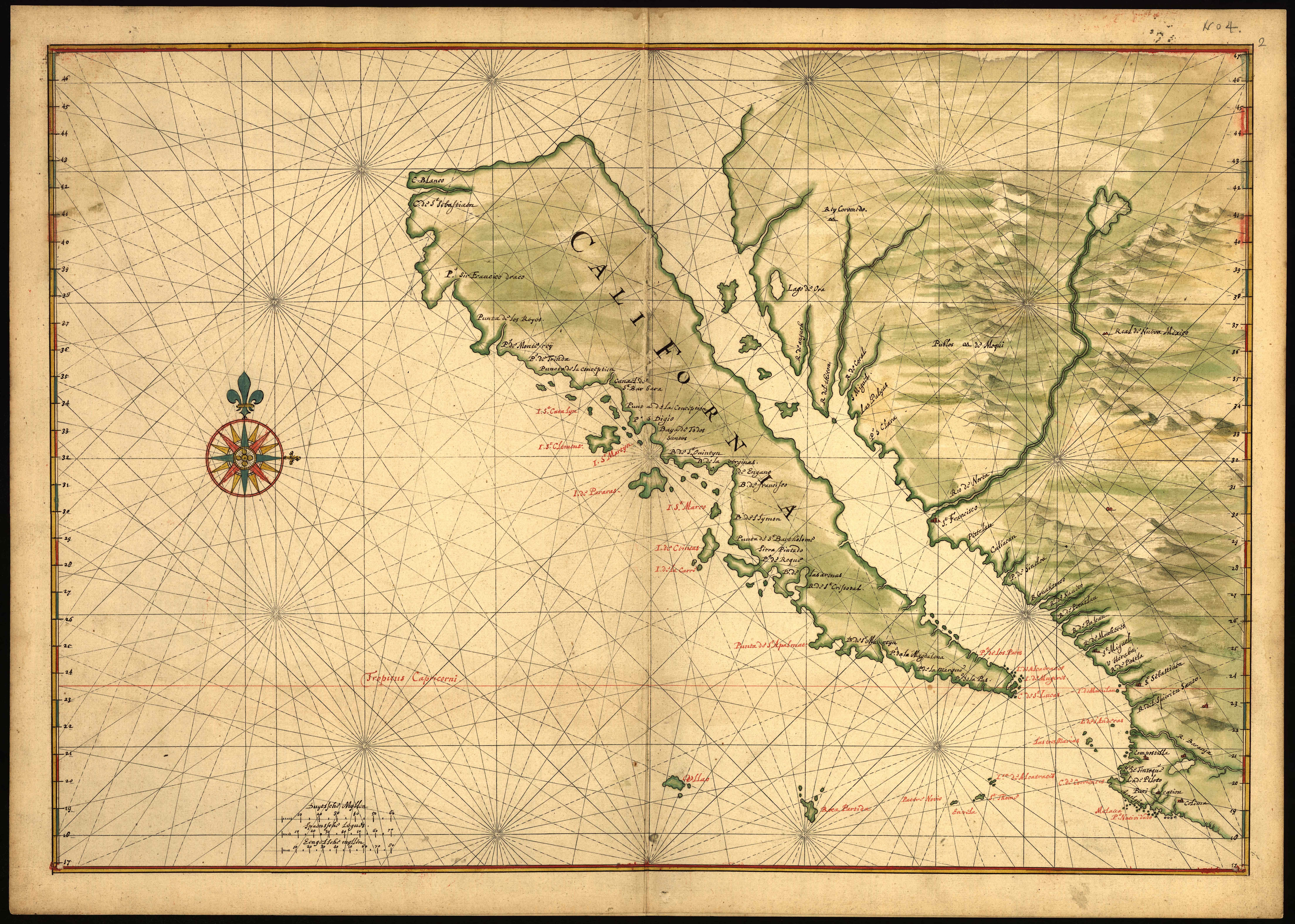
Bản đồ vẽ California là một đảo, vào khoảng 1650

Ban đầu, vùng đất có tên California bao gồm vùng tây bắc của Đế quốc Tây Ban Nha, tức là bán đảo Baja California (Hạ California), và phần lớn những vùng đất hiện nay của các tiểu bang California, Nevada, Utah, Arizona, và Wyoming, được gọi là Alta California (Thượng California). Trong thời kỳ đầu, những ranh giới của biển Cortez và bờ biển Thái Bình Dương chưa được thám hiểm đầy đủ, cho nên California được vẽ như một hòn đảo trên những bản đồ thời đó. Tên California được đặt ra cho vùng này theo hòn đảo lạc viên California trong Las sergas de Esplandián (Các truyện phiêu lưu của Splandian), một tiểu thuyết tiếng Tây Ban Nha do Garci Rodríguez de Montalvo viết vào thế kỷ 16.
Vùng đất này có người thổ dân trước khi có các cuộc thám hiểm lác đác của người châu Âu vào thế kỷ 16. Đến cuối thế kỷ 18, Tây Ban Nha chiếm vùng này thành thuộc địa của mình. Và khi Mexico giành được độc lập trong cuộc Chiến tranh giành độc lập México (1810–1821), California thành một phần của nước này. Hơn 200 năm sau khi Mexico giành được độc lập, California là tỉnh xa thuộc miền bắc của quốc gia. Các trại rất lớn nuôi bò, được gọi rancho, trở thành chế độ chính của California thuộc Mexico. Các thương gia và thực dân bắt đầu đến từ Hoa Kỳ, báo hiệu những thay đổi quyết liệt sẽ xảy ra khắp miền California.
Vào thời kỳ này, một số quý tộc Nga cũng thử thám hiểm và tuyên bố chủ quyền một phần California, nhưng các lần thám hiểm này không thành công do Sa hoàng không quan tâm và do chính phủ Mexico xây dựng một số pháo đài (presidio) để chặn những cuộc xâm nhập vào miền này. California không có nhiều người sinh sống cho đến khi y học hiện đại loại trừ được sự bùng nổ các bệnh sốt vàng, sốt rét, và dịch hạch gây ra bởi muỗi và bọ chét, những loài sẽ bị giết chết khi bị đông cứng, mà ở California lại thiếu điều này.

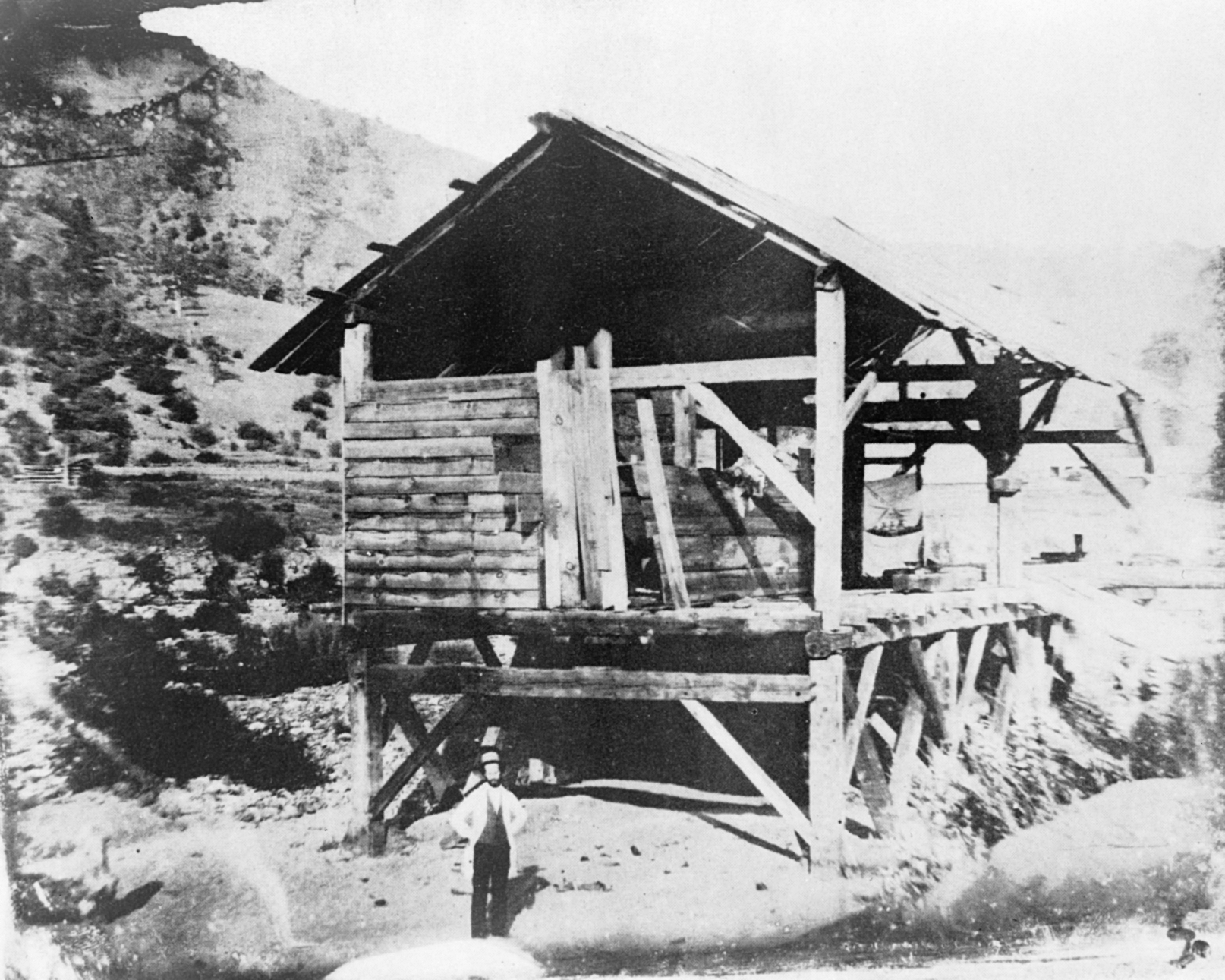
Cuộc đổ xô tìm vàng ở California bắt đầu sau khi vàng được phát hiện ở xưởng Sutter gần Coloma.

Khi Mexico giành được độc lập từ Tây Ban Nha thì các hội truyền giáo Tây Ban Nha tại California thuộc về chính phủ Mexico, và họ vội vàng giải tán và bãi bỏ những hội này. Tuy nhiên, nhiều thành phố lớn của California đã phát triển xung quanh những hội truyền giáo này, bởi vậy những thành phố đó có tên thánh, thí dụ như Los Angeles được đặt tên theo Đức Bà Maria, San Francisco theo Thánh Phanxicô thành Assisi, San Jose theo Thánh Giuse, và San Diego theo Thánh Điđacô.
Vào Chiến tranh Mỹ-Mexico (1846–1848), người dân Mỹ nổi lên chống lại chính phủ Mexico. Năm đầu tiên của cuộc chiến, 1846, Cộng hòa California được thành lập và Cờ Gấu tung bay. Trên lá cờ này có hình một con gấu vàng và một ngôi sao. Tuy nhiên, nền cộng hòa bị chấm dứt đột ngột khi Thiếu tướng John D. Sloat của Hải quân Hoa Kỳ tiến vào vịnh San Francisco và tuyên bố chủ quyền của Hoa Kỳ đối với California. Sau chiến tranh, California bị chia thành 2 phần thuộc Mexico (phía nam) và Hoa Kỳ (phía bắc). Phần phía bắc, đầu tiên được gọi Alta California, rồi trở thành tiểu bang California thuộc Hoa Kỳ; còn phần phía nam được Mexico chia thành hai tiểu bang Baja California và Baja California Sur.

Bảng chỉ đường của Xa lộ 66 ngày xưa. Tuy chính phủ rút đường này khỏi hệ thống quốc lộ năm 1985, nhưng California vẫn giữ một phần là Bang lộ 66 để kỷ niệm con đường này.

Vào năm 1848, có khoảng 4.000 người Tây Ban Nha ở vùng thượng California tới vào người, nhưng vàng đã được phát hiệm gần Sacramento, làm cho nhiều người đến đây từ Mỹ, Âu Châu, và những nơi khác với hy vọng tìm vàng trong cuộc đổ xô tìm vàng ở California năm 1849. Do đó, rất nhiều người nhập cư vào miền này, và California được trở thành tiểu bang thứ 31 của Hoa Kỳ năm 1850. Khi tiểu bang này gia nhập Liên bang, nó được coi là một trong những tiểu bang tự do, tức là nó cấm chế độ nô lệ.
Đầu tiên, việc đi lại lại giữa miền Tây và các trung tâm ở miền Đông tốn thì giờ và nguy hiểm. Hành khách phải đi theo các chuyến đường biển dài hoặc đi bằng xe ngựa hay đi bộ rất khó khăn trên những con đường đất. Năm 1869, đường xe lửa xuyên lục địa đầu tiên được hoàn thành, tạo ra một lối đi thẳng hơn. Sau đó, hàng trăm ngàn người Mỹ tới California, nơi những người mới đến khám phá ra rằng nếu tưới đất vào những tháng hè khô cạn, đất đó rất hợp để trồng cây ăn quả và làm nông nghiệp nói chung. Các loại cây giống cam quýt được trồng phổ biến (nhất là cây cam), và từ đó ngành sản xuất nông nghiệp California bắt đầu rất thành công đến ngày nay.
Đầu thế kỷ 20, sự di trú đến California tăng nhanh sau khi hoàn thành những con đường xuyên lục địa lớn như Đường Lincoln và Xa lộ 66. Từ 1900 đến 1965, dân số California tăng tới gần một triệu và California trở thành tiểu bang đông dân nhất Liên bang. Từ năm 1965 đến nay, nhân khẩu của tiểu bang thay đổi hoàn toàn làm California trở thành một trong những địa điểm có nhiều chủng loại người nhất trên thế giới. Nói chung, tiểu bang có khuynh hướng tự do, hiểu biết về kỹ thuật và văn hóa, và là trung tâm quốc tế về công ty kỹ thuật, ngành công nghiệp điện ảnh và truyền hình, công nghiệp âm nhạc, và ngành sản xuất nông nghiệp đã nói ở trên.

## Nhân khẩu

### Dân số
Năm 2006, California có khoảng 36.132.147 người, tăng 290.109 người hay 0,8% so với năm 2005 và tăng 2.260.494 người hay 6,7% so với năm 2000. Với tỷ lệ tăng này, California đứng hàng thứ 13 trong số các tiểu bang tăng dân số nhanh nhất. Số người tăng lên gồm 1.557.112 tăng trưởng tự nhiên (2.781.539 người sinh trừ 1.224.427 người chết) và 751.419 người nhập cư. California là tiểu bang đông dân nhất với trên 12% người Mỹ sống tại đây. Nếu là một quốc gia riêng, California sẽ là nước đông dân thứ 34 trên thế giới. California nhiều hơn Canada 4 triệu dân.

### Chủng tộc
|                                                 | Điều tra dân số 2000 | Ước tính năm 2003 |
| ----------------------------------------------- | -------------------- | ----------------- |
| Người da trắng                                  | 47,4%                | 45,2%             |
| Mỹ Latinh                                       | 32,4%                | 34,3%             |
| Người châu Á                                    | 11,0%                | 11,4%             |
| Người da đen                                    | 6,5%                 | 6,3%              |
| Lai nhiều hơn 1 chủng tộc                       | 1,9%                 | 1,9%              |
| Người thổ dân da đỏ và Inuit                    | 0,5%                 | 0,5%              |
| Người thổ dân Hawaii và các đảo Thái Bình Dương | 0,3%                 | 0,3%              |

Không sắc tộc nào chiếm đa số tại California. Đây là một trong ba tiểu bang (California, Hawaii và New Mexico) mà người thiểu số nhiều hơn người da trắng. Người da trắng không có gốc từ châu Mỹ Latinh vẫn là nhóm đông nhất, nhưng họ không chiếm đại đa số. Người gốc từ châu Mỹ Latinh chiếm trên một phần ba số dân; các nhóm khác, theo thứ tự là: Người Mỹ gốc Á, Người Mỹ gốc Phi và Người thổ dân da đỏ.
Vì có nhiều người nhập cư từ châu Mỹ Latinh, nhất là từ México, và tỉ lệ sinh sản của người Mỹ Latinh cao hơn, các nhà nghiên cứu phỏng đoán rằng họ sẽ chiếm đa số vào năm 2040. California có tỉ lệ người gốc châu Á cao thứ nhì toàn quốc, chỉ sau Hawaii.

### Ngôn ngữ
Tính đến năm 2000, số người California từ 5 tuổi trở lên sử dụng tiếng Anh và tiếng Tây Ban Nha tại nhà lần lượt là 60,5% và 25,8%. Tiếng Trung Quốc đứng thứ ba với 2,6%, sau đó là tiếng Tagalog (2,0%) và tiếng Việt (1,3%).
Có trên 100 ngôn ngữ thổ dân tại đây, nhưng hầu hết đang ở tình trạng mai một. Từ năm 1986, Hiến pháp California đã chỉ định tiếng Anh làm ngôn ngữ phổ thông và chính thức trong tiểu bang.

### Tôn giáo
Người dân California theo các tôn giáo sau (2014):
- Kitô giáo – 75%
  - Giáo hội Công giáo Rôma – 32%
  - Tin Lành – 28%
    - Baptist – 8%
    - Trưởng Lão – 3%
    - Giám Lý – 2%
    - Giáo hội Luther – 2%
    - Các giáo hội Kháng Cách khác – 23%

  - Các giáo phái Kitô khác – 3%
- Do Thái giáo – 2%
- Phật giáo – 2%
- Hồi giáo – 1%
- Các tôn giáo khác – 3%
- Không tôn giáo – 27%

Như các tiểu bang miền tây khác, số người tự nhận là "không tôn giáo" cao hơn các nơi khác tại Hoa Kỳ.

## Kinh tế

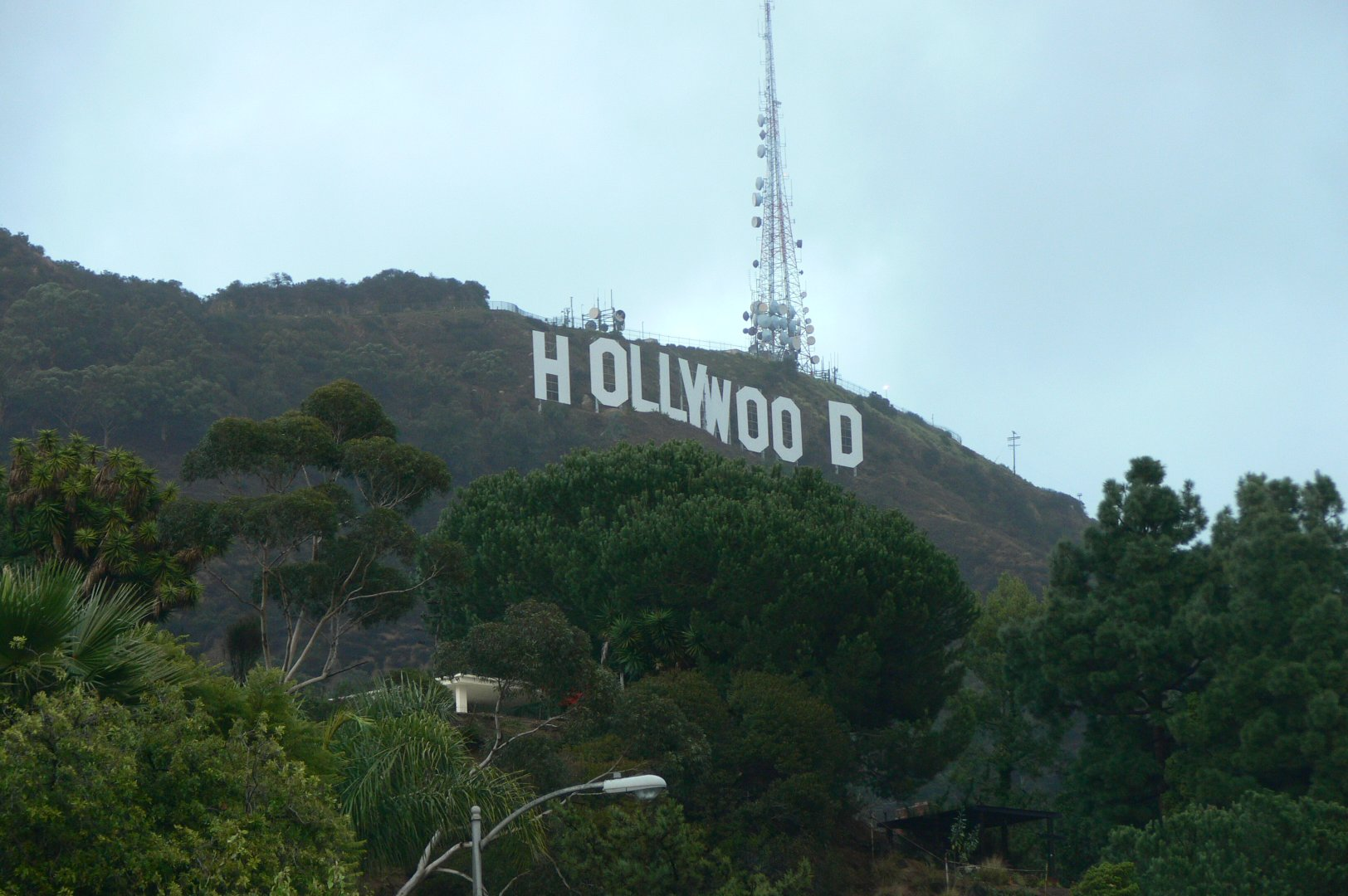
Bảng Hollywood là vật tượng trưng nhất cho ngành giải trí khổng lồ của California.

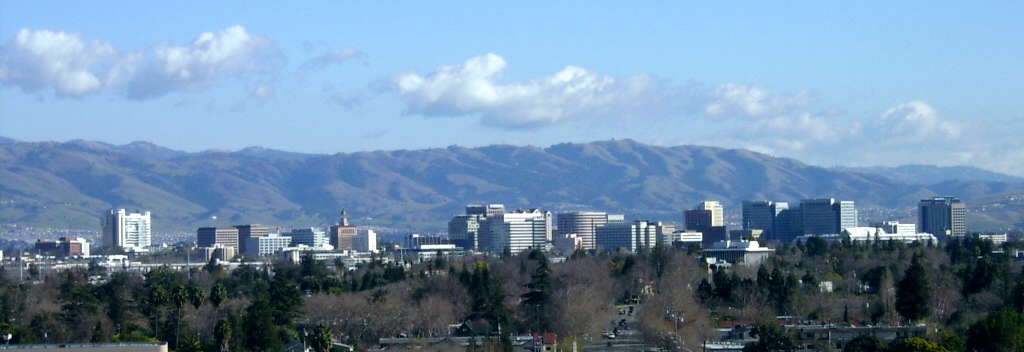
Thung lũng Silicon, ở chung quanh thành phố San Jose, là trung tâm của ngành máy tính ở California.

Tuy tiểu bang có tiếng về thái độ thoải mái khi so sánh với các tiểu bang ở bờ biển đông Hoa Kỳ, nền kinh tế California lớn thứ sáu trên thế giới và đóng góp 13% vào tổng sản phẩm quốc nội (GDP) Hoa Kỳ. Các ngành công nghiệp lớn nhất của tiểu bang bao gồm nông nghiệp, hàng không vũ trụ, giải trí, công nghiệp nhẹ, và du lịch. California cũng có vài trung tâm kinh tế quan trọng như Hollywood (về điện ảnh), thung lũng Trung tâm California (về nông nghiệp), thung lũng Silicon (về máy tính và công nghệ cao), và vùng Rượu vang (về rượu vang).

## Chính phủ
Giống chính phủ liên bang Hoa Kỳ, California có chính phủ kiểu cộng hòa, với ba nhánh chính phủ: hành pháp gồm Thống đốc California và các quan chức được bầu riêng rẽ; Nghị viện California gồm Hạ viện và Thượng viện; và tư pháp có Tòa án Tối cao California và các tòa cấp dưới. Tiểu bang cũng để cử tri tham gia vào quá trình chính phủ qua kiến nghị, trưng cầu dân ý, bãi miễn, và phê chuẩn.

## Giáo dục

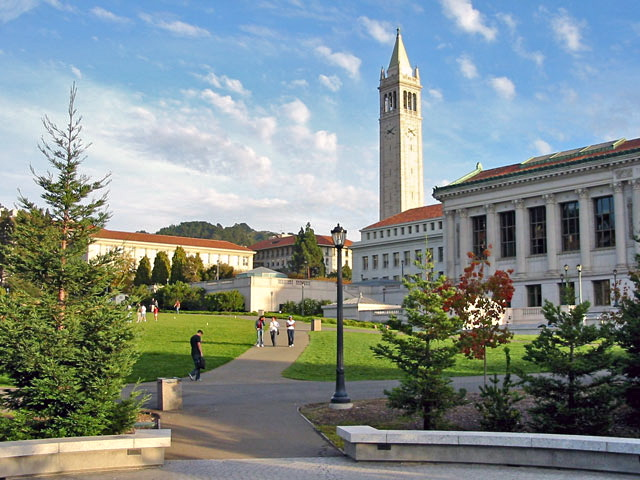
Memorial Glade ở trung tâm trường Đại học California tại Berkeley (Cal [Berkeley])

Do một tu chính án của hiến pháp tiểu bang, California phải chi phí 40% của thu nhập tiểu bang cho hệ thống trường công. California là tiểu bang duy nhất có điều khoản như vậy.
Các trường tiểu học công lập có chất lượng khác nhau tùy theo trường. Chất lượng của các trường địa phương phần lớn tùy theo tiền thuế ở vùng đấy và cỡ của ban phụ trách các trường. Ở một số vùng, chi phí quản lý tốn một phần lớn của tiền đã dùng cho giáo dục. Ở những vùng nghèo, tỷ lệ người biết đọc viết có thể ít hơn 70% dân cư.
Hệ thống trường trung học công lập dạy những lớp tùy chọn về nghề nghiệp, ngôn ngữ, và khoa học nhân văn có cấp riêng cho những học sinh giỏi, sinh viên tương lai, và học sinh công nghiệp. Họ nhận học sinh bắt đầu từ khoảng 14–18 tuổi, và chính phủ ngừng đòi hỏi người phải đi học khi đến 16 tuổi. Ở nhiều khu vực trường học, những trường trung học cơ sở có lớp tùy chọn với chương trình tập trung vào cách học, người 11–13 tuổi đi những trường học này. Những trường tiểu học chỉ dạy về cách học, lịch sử, và xã hội, và có trường mẫu giáo tùy chọn nửa ngày bắt đầu từ 5 tuổi. Chính phủ đòi hỏi trẻ em phải đến trường từ 6 tuổi.
Hệ thống các viện đại học nghiên cứu chính của tiểu bang là hệ thống Viện Đại học California (UC), có nhiều nhà nghiên cứu đã đoạt giải Nobel hơn bất cứ cơ sở nào trên thế giới và được coi như một trong những hệ thống viện đại học công lập hàng đầu của Hoa Kỳ. Hệ thống UC có mục đích nhận 12,5% của những học sinh cao điểm nhất và thực hiện nghiên cứu sau đại học. 
UC hiện có 10 viện đại học thành viên và 1 trường luật liên kết ở San Francisco: 
- UC-Berkeley
- UC-San Francisco chỉ đào tạo những sinh viên sau đại học ngành y
- UC-Los Angeles
- UC-San Diego
- UC-Davis
- UC-Santa Cruz
- UC-Santa Barbara
- UC-Irvine
- UC-Riverside
- UC-Merced
- Trường Đại học Luật Hastings (Hastings College of Law) liên kết với UC, tồn tại độc lập và không bị kiểm soát bởi UC

UC cũng quản lý một số phòng thí nghiệm liên bang cho Bộ Năng lượng Hoa Kỳ: 
- Phòng thí nghiệm Quốc gia Lawrence Berkeley (Berkeley, California) do UC trực tiếp quản lý và điều hành, tiến hành nghiên cứu chưa được phân loại trên nhiều lĩnh vực khoa học với những nỗ lực chính tập trung vào nghiên cứu cơ bản về vũ trụ, sinh học định lượng, khoa học nano, hệ thống năng lượng mới và giải pháp môi trường và sử dụng điện toán tích hợp làm công cụ khám phá.
- Phòng thí nghiệm Quốc gia Lawrence Livermore (Livermore, California) UC quản lý và vận hành thông qua một công ty trách nhiệm hữu hạn tư nhân riêng biệt và là đối tác hạn chế, sử dụng khoa học và công nghệ tiên tiến để đảm bảo rằng vũ khí hạt nhân của Mỹ vẫn đáng tin cậy. Tại đây cũng có các chương trình nghiên cứu lớn về mô hình siêu máy tính và dự đoán, năng lượng và môi trường, sinh học và công nghệ sinh học, khoa học cơ bản và công nghệ ứng dụng, chống phổ biến vũ khí hủy diệt hàng loạt và an ninh nội địa. Đây cũng là nơi có những siêu máy tính mạnh nhất thế giới.
- Phòng thí nghiệm Quốc gia Los Alamos (Los Alamos, New Mexico) UC quản lý và vận hành thông qua một công ty trách nhiệm hữu hạn tư nhân riêng biệt và là đối tác hạn chế, tập trung hầu hết các công việc của mình vào việc đảm bảo độ tin cậy của vũ khí hạt nhân Mỹ. Các công việc khác tại đây liên quan đến các chương trình nghiên cứu nhằm ngăn chặn sự lây lan của vũ khí hủy diệt hàng loạt và an ninh quốc gia Hoa Kỳ, như bảo vệ Hoa Kỳ khỏi cuộc tấn công khủng bố.

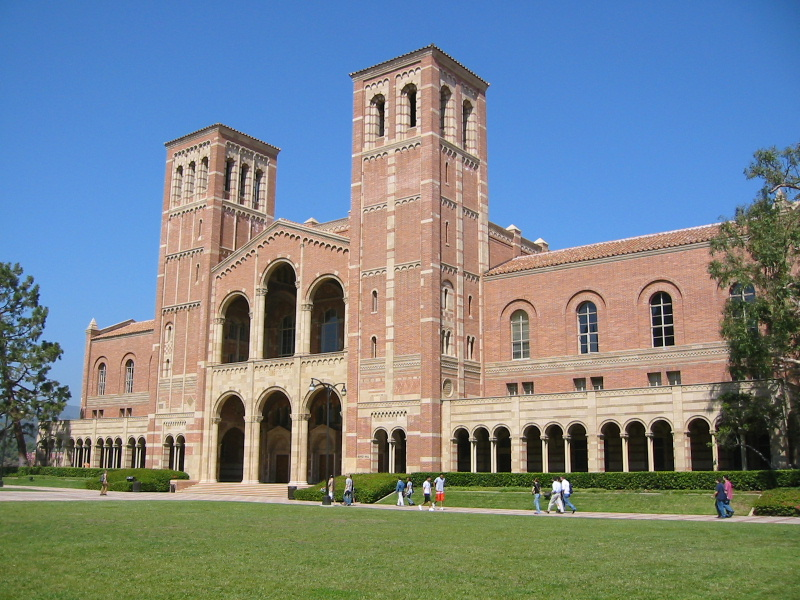
UC-Los Angeles (UCLA)

Hệ thống Viện Đại học California State (CSU) cũng được coi như một trong những hệ thống trường học ưu việt trên thế giới. Hệ thống CSU bao gồm 23 viện đại học:
- Đại học Tiểu bang Humboldt
- Đại học Tiểu bang Chico
- Đại học Tiểu bang Sonoma
- Đại học Tiểu bang Sacramento
- Đại học Tiểu bang San Francisco
- Đại học Tiểu bang California tại Vịnh Đông
- Đại học Tiểu bang California tại Bakersfield
- Đại học Tiểu bang California tại Quần đảo Eo biển
- Đại học Tiểu bang California tại Dominguez Hills
- Đại học Tiểu bang California tại Fresno
- Đại học Tiểu bang California tại Fullerton
- Đại học Tiểu bang California tại Long Beach
- Đại học Tiểu bang California tại Los Angeles
- Học viện Hàng hải California
- Đại học Tiểu bang California tại Vịnh Monterey
- Đại học Tiểu bang California tại Northridge
- Đại học Bách khoa Tiểu bang California tại Pomona
- Đại học Tiểu bang California tại San Bernardino
- Đại học Tiểu bang San Diego
- Đại học Tiểu bang San Jose
- Đại học Bách khoa Tiểu bang California tại San Luis Obispo
- Đại học Tiểu bang California tại San Marcos
- Đại học Tiểu bang California tại Stanislaus

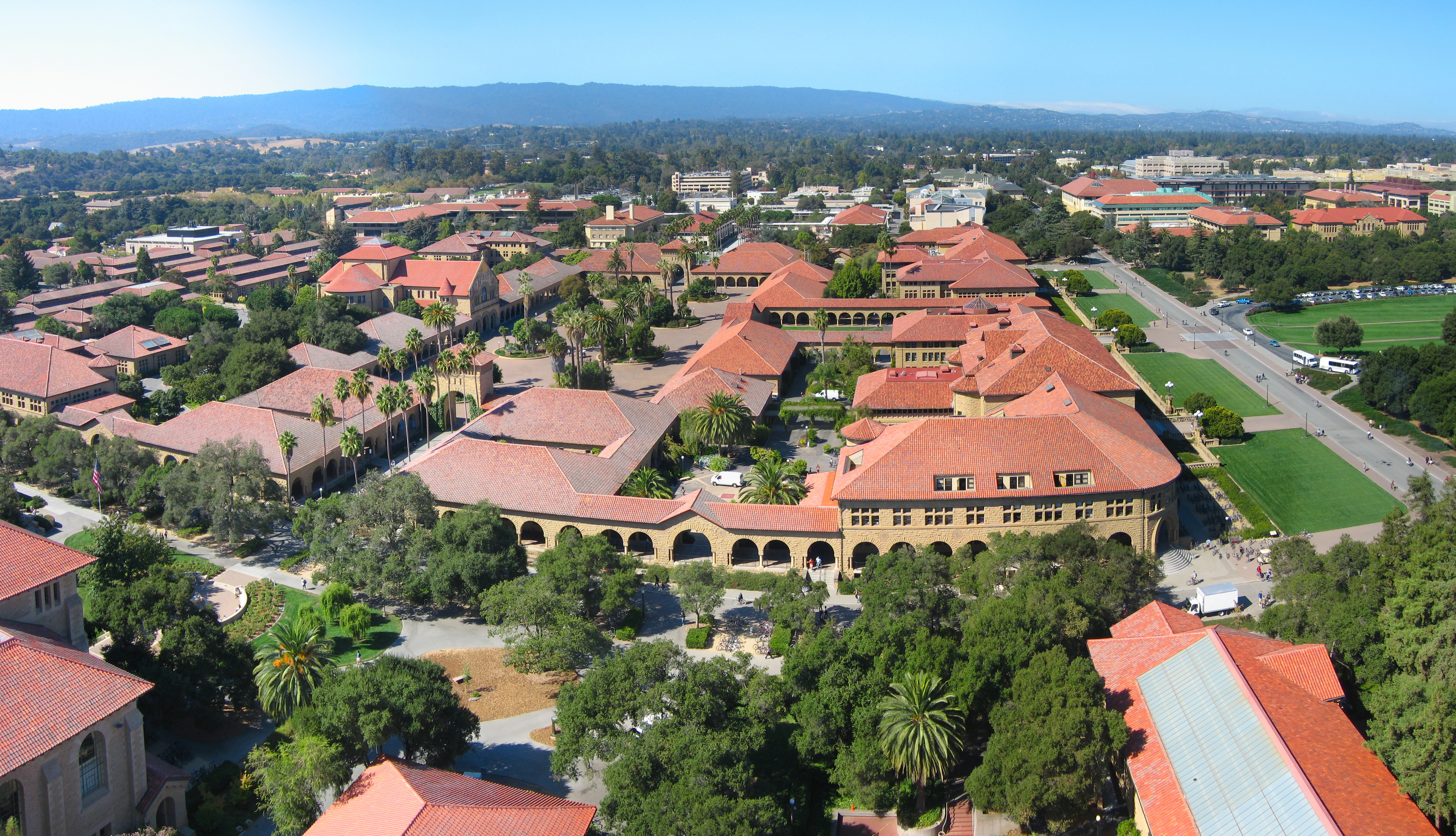
Sân chính (Main Quad) của Viện Đại học Stanford và vùng chung quanh

Với hơn 400.000 sinh viên, hệ thống CSU là hệ thống viện đại học lớn nhất của Hoa Kỳ. Nó có mục đích nhận phần ba học sinh trung học phổ thông cao điểm nhất. Các viện đại học thuộc hệ thống CSU phần nhiều dành cho sinh viên đại học, nhưng nhiều trường lớn trong hệ thống, như là CSU-Long Beach, CSU-Fresno, San Diego State University, và San Jose State University, đang quan tâm thêm về nghiên cứu, nhất là về những ngành khoa học ứng dụng. CSU sắp làm trái với một phần của Sơ đồ Kerr năm 1960 vào năm 2007 khi họ bắt đầu phong học vị tiến sĩ (Ph.D.) về giáo dục. Cán bộ Thư viện Tiểu bang Kevin Star và các người khác đã nói rằng thay đổi nhỏ này là bước đầu tiên để cải tổ hệ thống đại học ở California.
Hệ thống Trường Đại học Cộng đồng California (California Community Colleges System - CCCS) cung cấp những lớp "giáo dục tổng quát", có thể chuyển đơn vị lớp học qua những hệ thống CSU và UC, và cũng cung cấp chương trình dạy nghề, dạy lớp thấp, và học tiếp. Các trường này cấp giấy chứng nhận và bằng cao đẳng (associate's degree). Nó bao gồm 109 trường đại học được tổ chức thành 72 khu vực, dạy hơn 2,9 triệu sinh viên.

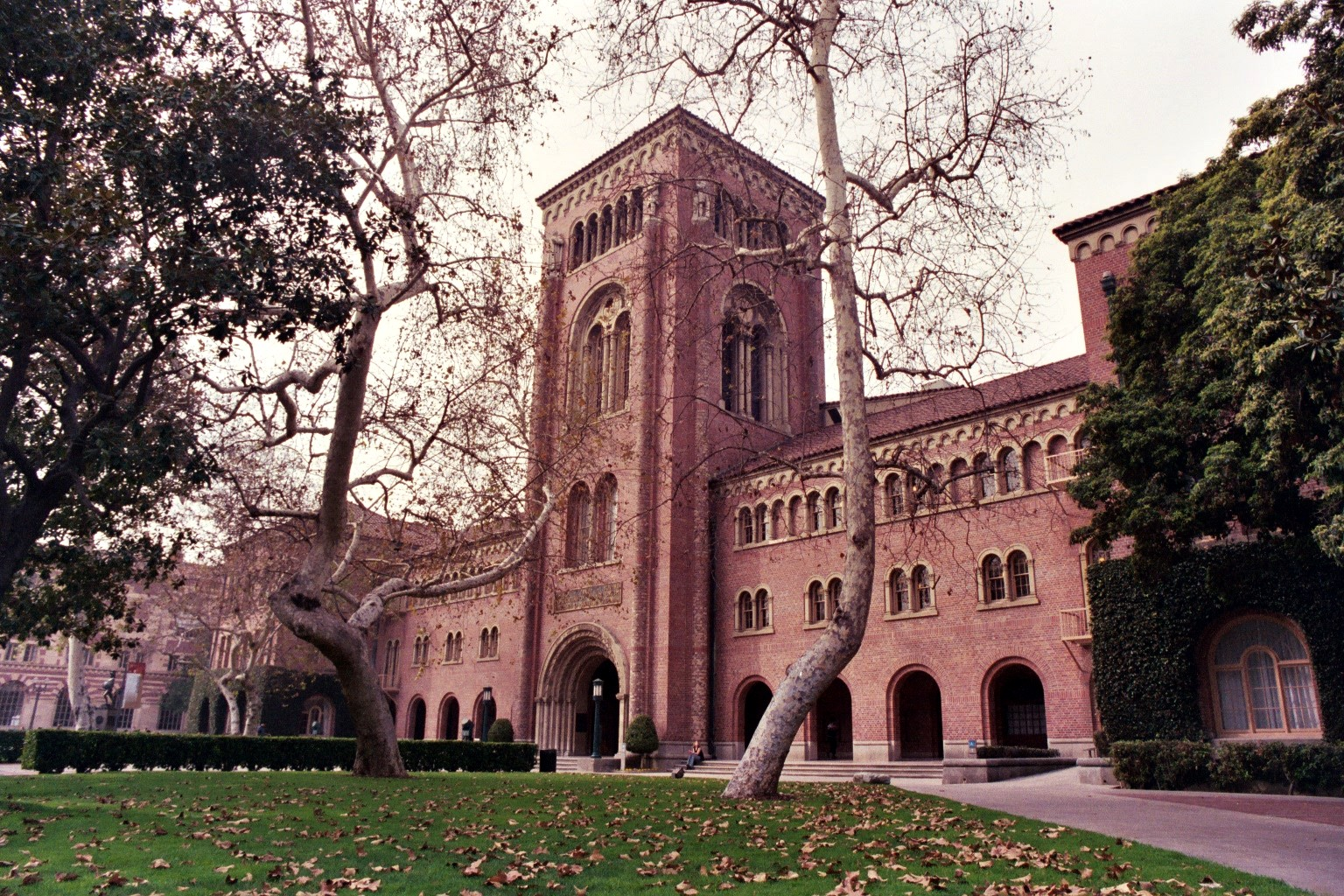
Viện Đại học Nam California (USC)

Những viện đại học tư thục có tiếng bao gồm: 
- Viện Đại học Stanford
- Viện Đại học Nam California (USC)
- Viện Đại học Santa Clara (SCU)
- Viện Đại học Claremont
- Viện Công nghệ California (Caltech). Caltech cũng quản lý Phòng Thí nghiệm Sức đẩy Phản lực cho NASA.

California có thêm hàng trăm trường và viện đại học tư thục, bao gồm nhiều học viện tôn giáo và học viện chuyên biệt. Bởi vậy California có nhiều cơ hội đặc biệt về giải trí và giáo dục cho dân cư. Cho thí dụ, miền nam California, một trong những vùng đông đại học nhất trên thế giới, có rất nhiều người hát giỏi mà thi trong đại hội ca đoàn lớn. Gần Los Angeles có nhiều học viện nghệ thuật và điện ảnh, bao gồm Học viện Nghệ thuật California (CalArts).